# Castéra-Lanusse
Castéra-Lanusse é uma comuna francesa na região administrativa de Occitânia, no departamento dos Altos Pirenéus. Estende-se por uma área de 0,8 km², Em 2010 a comuna tinha 45 habitantes (densidade: 56,3 hab./km²)..